# Earl of Shaftesbury

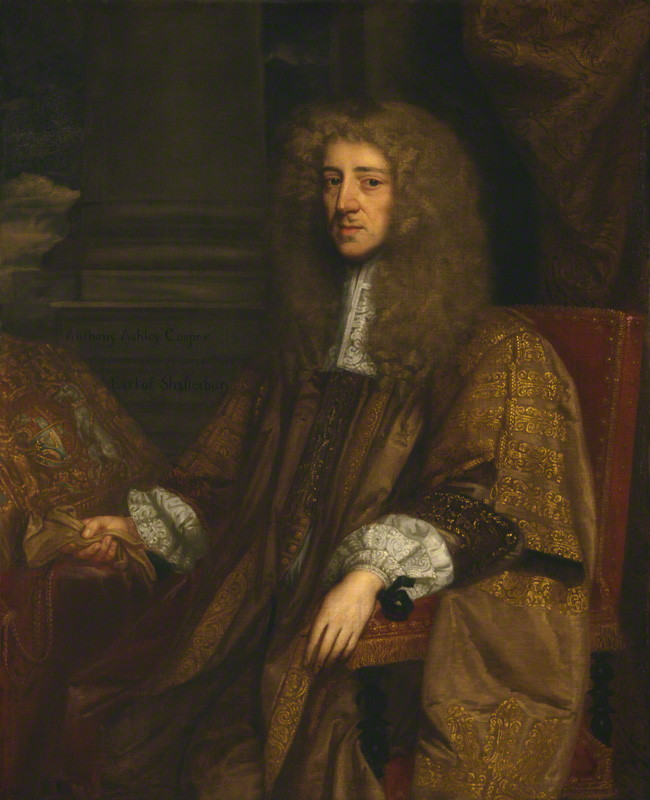
Anthony Ashley Cooper, 1. Earl of Shaftesbury

Wappen der Earls of Shaftesbury

Earl of Shaftesbury ist ein erblicher britischer Adelstitel in der Peerage of England, benannt nach der Stadt Shaftesbury in Dorset.
Familiensitz der Earls ist St. Giles House (manchmal auch Ashley House genannt) bei Wimborne St. Giles in Dorset.

## Verleihung und nachgeordnete Titel
Der Titel wurde am 23. April 1672 von König Karls II. an den einflussreichen Politiker Anthony Ashley Cooper, 1. Baron Ashley, verliehen. Dieser war 1660 mitverantwortlich für die Rückkehr des Königs aus dem Exil und hatte danach mehr als zehn Jahre das Amt des Schatzkanzlers inne. Später war er unter anderem Lordkanzler. Zusammen mit der Earlswürde wurde ihm ebenfalls in der Peerage of England der Titel eines Baron Cooper, of Paullet in the County of Somerset, verliehen. Bereits am 20. April 1661 war er in der Peerage of England zum Baron Ashley, of Wimborne St. Giles in the County of Dorset, erhoben worden. Zudem hatte er bereits 1631 von seinem Vater den Titel Baronet, of Rockbourne in the County of Southampton, der diesem am 4. Juli 1622 in der Baronetage of England verliehen worden war.
Der Titelerbe (Heir apparent) führt den Höflichkeitstitel Lord Ashley.

## Liste der Earls of Shaftesbury und Cooper Baronets

### Cooper Baronets, of Rockbourne (1622)
- Sir John Cooper, 1. Baronet († 1631)
- Sir Anthony Ashley Cooper, 2. Baronet (1621–1683) (1661 zum Baron Ashley und 1672 zum Earl of Shaftesbury erhoben)

### Earls of Shaftesbury (1672)
- Anthony Ashley Cooper, 1. Earl of Shaftesbury (1621–1683)
- Anthony Ashley Cooper, 2. Earl of Shaftesbury (1652–1699)
- Anthony Ashley Cooper, 3. Earl of Shaftesbury (1671–1713)
- Anthony Ashley Cooper, 4. Earl of Shaftesbury (1711–1771)
- Anthony Ashley Cooper, 5. Earl of Shaftesbury (1761–1811)
- Cropley Ashley Cooper, 6. Earl of Shaftesbury (1768–1851)
- Anthony Ashley-Cooper, 7. Earl of Shaftesbury (1801–1885)
- Anthony Ashley-Cooper, 8. Earl of Shaftesbury (1831–1886)
- Anthony Ashley-Cooper, 9. Earl of Shaftesbury (1869–1961)
- Anthony Ashley-Cooper, 10. Earl of Shaftesbury (1938–2004)
- Anthony Ashley-Cooper, 11. Earl of Shaftesbury (1977–2005)
- Nicholas Ashley-Cooper, 12. Earl of Shaftesbury (* 1979)

Heir apparent ist der einzige Sohn des jetzigen Earls, Anthony Ashley-Cooper, Lord Ashley (* 2011).